# Antimo Esono
Antimo Esono Ndongo Maye (Ebebiyín, 1954-1996), filólogo y escritor ecuatoguineano.

## Biografía
Nacido en Ebebiyín, en la parte continental de Guinea Ecuatorial. Su lengua materna era el fang, aprendiendo posteriormente español. Cursó estudios universitarios de filología en los centros de la UNED de Guinea Ecuatorial. En política participó activamente en el partido Alianza Democrática Progresista de Guinea Ecuatorial.

## Obras
- Afen, la cabrita reina (Centro Cultural Hispano-Guineano, Malabo 1989)
- La última lección del venerable Emaga Ela (Centro Cultural Hispano-Guineano, Malabo 1991)
- No encontré rosas para mi madre

- Datos: Q8200964